# Julius Reitler
Julius Reitler (24. října 1834 Klecany – 4. dubna 1922 Praha) byl rakouský a český podnikatel a politik židovského původu a české národnosti, v 80. letech 19. století poslanec Českého zemského sněmu.

## Biografie
Po dokončení studií začal s podnikáním. Pronajal si pivovar v Milíně. Později koupil pivovar U Klouzarů v Praze. Firmě se dařilo, ale stávající pivovar byl nedostačující. Reitler si proto najal pivovar a palírnu U Štajgrů. Byl tak majitelem jednoho z největších pražských pivovarů. Podporoval rozvoj oboru. V pivovaru poskytl místnosti sladovnické škole. Veřejně se angažoval v českožidovském hnutí (proud uvnitř židovské komunity, který prosazoval identifikaci židů s českým národním hnutím). Byl také činný v židovské komunitě. Byl zvolen za představitele Nové synagogy v Praze. Věnoval se i komunální politice. Od roku 1871 zasedal v pražském obecním zastupitelstvu. Již tehdy byl pročesky orientován a patřil k Národní straně (staročeské). Vzhledem k tehdy ještě silnému proněmeckému proudu uvnitř josefovské židovské komunity ovšem nebyl v následujících volbách do funkce opětovně zvolen. Do obecního zastupitelstva se vrátil až roku 1881 a zároveň usedl i do obecní rady. Mandát zastupitele obhájil v roce 1882. Roku 1884 byl zvolen i do pražské obchodní komory. Byl členem spolku českých akademiků-židů.
V 80. letech 19. století se zapojil i do zemské politiky. V zemských volbách v roce 1883 byl zvolen v městské kurii (volební obvod Praha-Josefov) do Českého zemského sněmu. Jeho zvolení bylo prvním úspěchem českého kandidáta v tomto volebním okrsku, který dosud do sněmu vysílal kandidáta německy orientovaného (Ludwig Tedesco).
Zemřel v dubnu 1922. Jeho nejmladší dcera Olga (1869–1942), provdaná Glässnerová, zahynula během holokaustu v Terezíně.